# 印教敦
印教敦（韓語：인교돈，1992年6月27日—）是一名韓國男子跆拳道運動員，暱稱大熊。他曾經獲得2017年世界跆拳道錦標賽男子87公斤級銅牌。

## 外部連結
- TaekwondoData.com （页面存档备份，存于）
- 印教敦的Instagram帳戶